# Droits fondamentaux
 (août 2023).

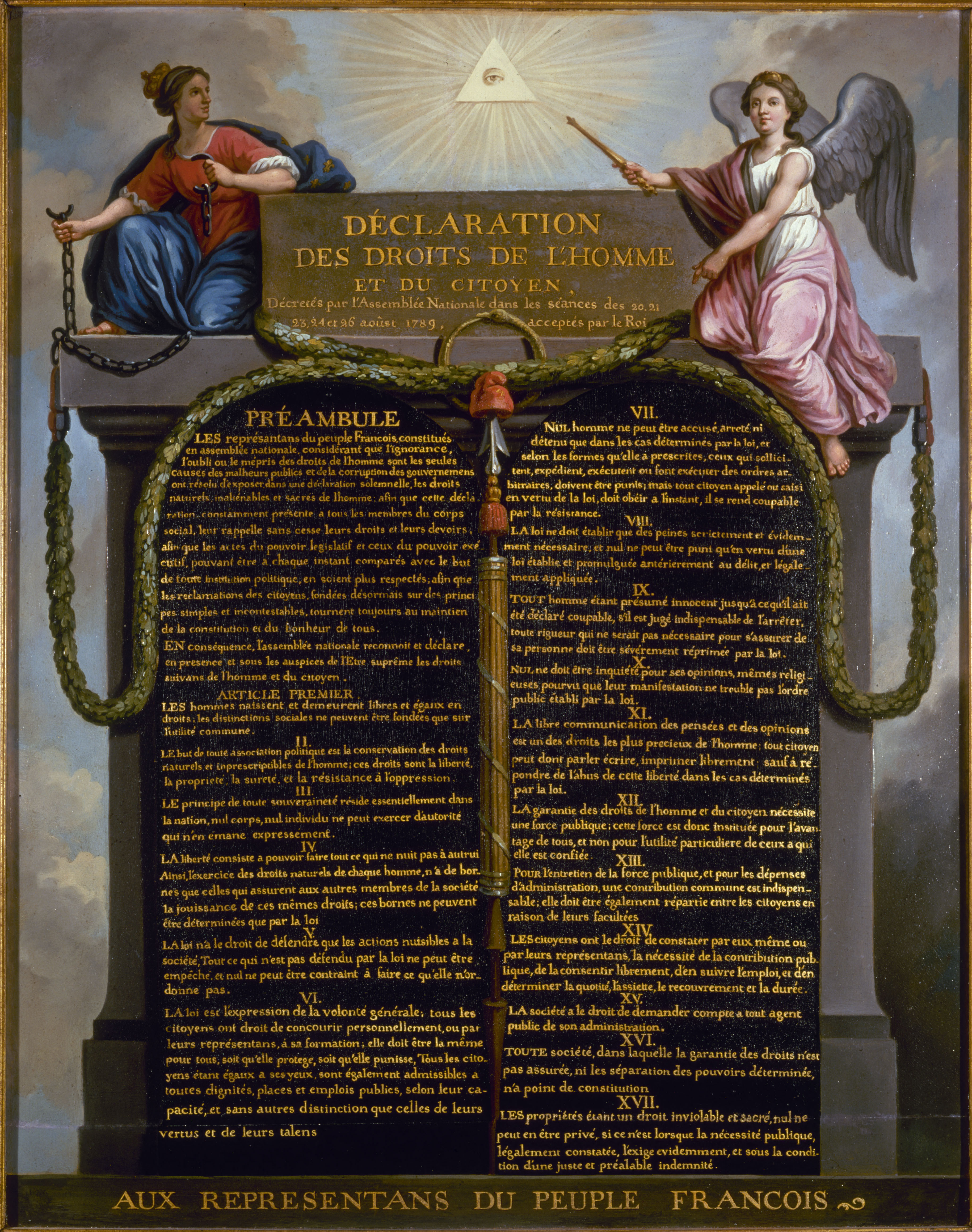
La Déclaration des droits de l'homme et du citoyen de 1789, une des premières consécration juridiques de droits fondamentaux.

Les droits fondamentaux (parfois libertés fondamentales) sont un ensemble de droits et libertés ayant un caractère essentiel pour l'individu ; ils sont en principe assurés dans un État de droit et une démocratie. Les droits et libertés fondamentaux tendent aujourd’hui à remplacer les termes « droits de l’homme » et « libertés publiques », qui désignent des notions proches mais pas totalement équivalentes.
Les droits fondamentaux sont les droits que tous doivent respecter pour assurer le bien-être de chaque personne en même temps que celui de tous les autres citoyens de sa nation et du monde. Ce sont des droits d'importance primordiale, dont la protection est nécessaire et bénéfique aussi bien pour l'individu que pour la collectivité.
Dans la doctrine juridique, le concept est relativement récent et il existe plusieurs façons d'appréhender la « fondamentalité » d'un droit ou d'une liberté. L'idée même de fondamentalité revient à prioriser et hiérarchiser les droits ou les libertés en fonction de leur essentialité.
Si les droits fondamentaux sont généralement présentés comme des droits que détiendraient les individus contre les empiètements de l'Etat, la théorie de la Drittwirkung, développée en Allemagne à partir de l'arrêt Lüth, défend « l’effet horizontal des droits de l’homme », c'est-à-dire que les droits fondamentaux sont considérés comme étant également des droits détenus par les individus contre les empiètements d'autres individus ou organismes privés,.

## Présentation
Les libertés fondamentales ou droits fondamentaux représentent juridiquement l'ensemble des droits primordiaux pour l'individu, assurés dans un État de droit et une démocratie. Elles recouvrent en partie les droits de l'homme au sens large.
Il existe plusieurs façons d’appréhender la fondamentalité d'un droit ou d'une liberté.
Une première lecture, dite normativiste, consiste à considérer que sont fondamentaux les droits et libertés qui ont reçu une consécration normative à un niveau juridique supra-légal. Ceux qui, dans la pyramide des normes, sont supérieurs aux simples lois.
Il s'agit par exemple, au rang constitutionnel, de ceux qui sont contenus dans la Déclaration des droits de l'homme et du citoyen de 1789, dans le préambule de la Constitution de la IVe République, dans la Constitution de la Ve République ou, finalement, dans la Charte de l'environnement, c'est-à-dire le bloc de constitutionnalité français. Ensuite, au rang conventionnel, ceux qui sont affirmés dans des conventions internationales contraignantes telles que la Convention européenne des droits de l'homme et des libertés fondamentales de 1950. Et finalement, les droits proclamés par les simples déclarations internationales comme la Déclaration universelle de 1948 et les pactes de 1966 : celui relatif aux droits civils et politiques et celui relatif aux droits économiques sociaux et culturels.
Une seconde lecture, dite réaliste, revient, en partie, à rechercher la fondamentalité non seulement dans les textes et la jurisprudence (comme le fait la précédente) mais également de la déduire de la protection effective dont jouit la valeur qui est objet de protection (la vie pour le droit à la vie par exemple). On se rend alors vite compte de la relativité tant spatiale que temporelle de la fondamentalité, puisque les libertés et droits fondamentaux ne seront pas les mêmes (tant du point de vue des droits et libertés eux-mêmes que de leurs contenus) selon les juridictions, législateurs ou constituants.
Une troisième lecture reviendrait à rechercher un agencement logique en considérant comme fondamental un droit ou liberté qui permet la réalisation des autres. Ainsi, serait par exemple fondamental le droit à la vie puisque sans vie, pas de droits.
Une dernière lecture, dite jusnaturaliste, revient à rechercher la fondamentalité dans la philosophie de l'être, rattachant les droits et libertés fondamentales aux droits de l'homme et les faisant dépendre de leur consubstantialité avec la dignité humaine.
Les droits fondamentaux s'opposent aux privilèges et ils nous guident tandis que nous cherchons à préciser ce que doivent être les règles capables d'assurer l'ordre public de protection.

### Histoire
Les droits fondamentaux sont l'équivalent moderne de ce que les philosophes des Lumières françaises appelaient les droits naturels, comme relaté dans les écrits de Joseph-Emmanuel Sieyès et de Mirabeau :

« Le privilège est dispense pour celui qui l’obtient et découragement pour les autres… Si la loi est bonne, elle doit obliger tout le monde si elle est mauvaise, il faut l'anéantir : elle est un attentat contre la liberté.
Tout le bien de la société doit naître de l'ordre de cette société ; et cet ordre est clairement indiqué par la nature. »

## Catalogue
Il est possible de classer les droits fondamentaux via deux approches : la première prend en compte l'effet de protection, c'est-à-dire les prérogatives que peut faire valoir le titulaire du droit contre l'État (image du « bundle of sticks » anglo-saxonne), ainsi : 
- les devoirs d'abstention imposés à l'État : celui-ci doit laisser faire quelque chose à leur titulaire ou ne pas agir contre eux. Il s'agit typiquement des libertés[8] ;
- les modalités d'action imposées à l'État : dans le cadre de son activité, l'État doit avoir un comportement qui respecte les intérêts fondamentaux. C'est le cas par exemple des garanties de procédure ou d'égalité de traitement[9] ;
- les devoirs imposés à l'État de fournir une prestation : le titulaire du droit peut exiger une prestation positive de l’État. Cette catégorie ne correspond pas à l'approche libérale traditionnelle des droits fondamentaux, et la protection reste très restrictive. On trouve par exemple le droit à des conditions minimales d'existence[10].

Il est également possible de classer les droits fondamentaux en fonction de leur but de protection, comme développé dans les sections suivantes.

### Libertés
Les libertés ou libertés publiques, historiquement les tout premiers droits fondamentaux, ont pour but de garantir une certaine sphère d'autonomie aux particuliers, en imposant à l'État de s'abstenir de toute interférence dans leur vie. Elles limitent, et ainsi protègent, l'exercice de la puissance publique. On trouve ainsi : 
- la dignité humaine ;
- la liberté personnelle ;
- la protection de la sphère privée ;
- la liberté de religion ;
- la liberté de communication ;
- la liberté de circulation ;
- la liberté de la science et de l'art ;
- le droit au mariage et à la famille ;
- la garantie de la propriété ;
- la liberté économique ;
- la liberté d'association et syndicale.

### Garanties de l'État de droit
Les garanties de l'État de droit assurent un certain mode de comportement de l'État, fondé et limité par le droit. L'exercice de la puissance publique est conditionné par le respect de règles comme l'égalité de traitement, l'interdiction de l'arbitraire (fait du prince) ou des garanties de procédure. Ainsi on retrouve :
- le droit à l'égalité de traitement ;
- l'interdiction de l'arbitraire ;
- le principe de légalité en droit pénal ;
- les garanties de procédure : 
  - le droit d'accès au juge,
  - les garanties en cas de privation de liberté.

### Droits sociaux
Les droits sociaux assurent un certain bien-être ou certains avantages matériels aux particuliers. Il s'agit donc de droits que les particuliers peuvent faire valoir contre l'État pour obtenir des prestations. On y trouve notamment : 
- le droit à des conditions minimales d'existence ;
- le droit à un enseignement de base ;
- le droit à l'assistance judiciaire.

### Droits politiques
Les droits politiques assurent aux membres du corps politique la participation au processus de formation de la volonté politique. Ils imposent notamment l’organisation de scrutins (et leur respect) ainsi que des garanties matérielles qui visent l'expression sûre et fidèle de la volonté populaire. En font partie :
- le droit de vote et l'égalité de vote ;
- la liberté d'exercice et de contenu du vote ;
- le droit à la libre formation de la liberté populaire ;
- le droit à l'expression fidèle et sûre de la volonté populaire.

## Sources
Cette même dénomination peut recouvrir plusieurs systèmes.
Certains systèmes traditionnels protégeant des libertés déjà affirmées dans des textes de nature juridique diverse (ex. : Royaume-Uni). D'autres privilégient des listes de droits affirmées et protégés dès la Constitution (Espagne et Allemagne). La France adopte une attitude intermédiaire en ayant une jurisprudence « créatrice » de protection, à partir de textes à l'origine purement déclaratifs.

## Restrictions
Bien garanties constitutionnellement, certains droits fondamentaux peuvent faire l'objet de restrictions en période de crise.
Mais que ce soit le droit interne ou le droit international (Art. 4 du Pacte international relatif aux droits civils et politiques des Nations unies du 16 décembre 1966, « PICDP »), certaines restrictions sont admises. Dans l'ordre interne, le Conseil constitutionnel s’appuie sur l’article 34 de la Constitution (consacrant une liberté ou un droit déterminé), ou encore les articles 4 et 5 de la Déclaration de 1789, pour concilier l’ordre public et les libertés. De la même manière, l'article 52 de la Charte des droits fondamentaux de l'Union européenne prévoit les conditions dans lesquelles des limités ou restrictions peuvent être apportées à ces droits.
Pour autant, ces dérogations ne peuvent intervenir qu’ « en cas de danger public exceptionnel » (art. 4 PIDCP), lorsque l’existence même de la nation est en cause et « dans la stricte mesure où la situation l’exige » (art. 4 PIDCP). Ce danger exceptionnel peut être lié à un conflit armé, une catastrophe, une menace terroriste ou une pandémie. Selon le droit international, deux conditions doivent être réunies pour admettre des restrictions aux libertés fondamentales : la menace doit d'une part viser la totalité de la population et tout ou partie du territoire ; et d’autre part, l’indépendance politique de l’État, son intégrité territoriale, les fonctions essentielles de ses institutions ou, comme dans le cas d’une crise sanitaire, l’intégrité physique de sa population doivent être menacés. Ce n'est qu'à ses deux conditions que des restrictions sont possibles. Même s'il revient à chaque État d'apprécier la situation.
La crise de la Covid 19 a été l'occasion de limites posées à certains droits fondamentaux comme la liberté de réunion, la liberté de circulation, les libertés individuelles, certaines libertés médicales, la liberté du commerce et de l'industrie, les libertés culturelles, la liberté de culte, certains droits de la défense comme le droit à un procès équitable.
Au-delà de la crise sanitaire, certaines libertés sont aussi restreintes, comme la liberté de l'enseignement, la liberté d'association, la liberté d'expression (loi AVIA), le respect de la vie privée (avec les décrets no 2020-1510, 2020-1511 et 2020-1512 du 2 décembre 2020, autorisant l’extension de trois fichiers de police, les Enquêtes administratives liées à la sécurité publique, la Prévention des atteintes à la sécurité publique (PASP) et la Gestion de l’information et prévention des atteintes à la sécurité publique (GISAP)).

### Organisation des nations unies

#### Grandes déclarations
- Déclaration universelle des droits de l'homme (1948)
- Pacte international relatif aux droits civils et politiques (1966)
- Pacte international relatif aux droits économiques, sociaux et culturels (1966)
- Déclaration des droits de l'enfant (1989)
- Déclaration et programme d'action de Vienne (1993)

#### Autres accords
- Convention contre la torture

### Afrique
- La Charte africaine des droits de l'homme et des peuples (cf. Union africaine)

### Amérique
- La Convention américaine relative aux droits de l'homme

### Asie
Il existe une mise en œuvre au sein de l'ASEAN.

### Europe

#### CEDH
La Convention européenne des droits de l'homme (CEDH), signée dans le cadre du Conseil de l'Europe institue une protection de base des droits fondamentaux, commune à ses 47 membres. La Cour européenne des droits de l'homme assure la mise en œuvre de la Convention.

#### Union européenne
La charte des droits fondamentaux de l'Union européenne est une déclaration des droits adoptée le 7 décembre 2000 par l'Union européenne qui n'avait, à l'origine, pas de valeur contraignante d'un point de vue juridique, puisqu'elle n'avait été signée que par les institutions européennes sans avoir été formellement ratifiée par les États membres. Cela a cependant changé le 1er décembre 2009 avec l'entrée en vigueur du Traité de Lisbonne, qui a rendu la charte juridiquement contraignante.
L'Agence européenne de garde-frontières et de garde-côtes (Frontex) est accusée de mettre à distance les migrants, tenus à l’écart du sol européen et empêchés de faire valoir leurs droits fondamentaux.

## Par pays

### Allemagne et Espagne
- Les libertés fondamentales sont inscrites et listées limitativement dans la Constitution. Pour vérifier qu'une liberté ne peut supporter d'atteinte il suffit donc de se reporter au texte de la Constitution ou loi fondamentale.
- Il s'agit donc d'une vision déclarative des libertés fondamentales.
- On peut remarquer que l'origine de ces déclarations de droits remonte à la fin d'une dictature (nazisme, franquisme). Il s'agissait donc de montrer une rupture avec le passé, vers un meilleur respect des libertés.

### États-Unis
La Constitution des États-Unis et ses amendements définit les droits fondamentaux énumérés garantis par l'État. Après la décision de Marbury v. Madison, La Cour suprême fédérale est la principale entité qui défend la Constitution. Il traite les différends lorsque le gouvernement (qui comprend des administrations publiques individuelles) est accusé d'avoir violé la Constitution, y compris d'abréger les droits fondamentaux des citoyens. Alors, les libertés fondamentales sont contenues dans les arrêts de la Cour Suprême aussi.
- La notion de liberté fondamentale semble plus restreinte, plus proche de la notion de démocratie. Il s'agit en effet, principalement de libertés publiques et politiques.
- Le pays étant de forme fédérale, il serait logique de considérer que les libertés fondamentales sont celles protégées par la Cour suprême fédérale. Cependant, ce concept est moins affiché par les institutions américaines. Il s'agit d'un système plus pragmatique.

### France

#### Historique
En France, la protection des libertés fondamentales est d'origine prétorienne. C'est le juge administratif qui s'est le premier imposé en tant que garant de la protection des droits de l'homme. Par la suite, le juge constitutionnel a amplifié ce mouvement en lui apportant une garantie plus forte : le statut constitutionnel par une décision de 1971.
La notion de liberté comme nous la connaissons trouve son essence dans l'application de concepts de la Révolution française. L'exécutif (le Roi) était mis en doute en raison de sa toute-puissance envers les individus (ex. : lettres de cachet). Par conséquent, la doctrine voulait que seule une loi impersonnelle et générale puisse protéger les individus. Dans cette théorie, la liberté est donc protégée autant par le contrôle de l'exécutif que par la liberté du législatif.
La vision française de la loi protectrice des libertés a longtemps empêché le contrôle de la loi (cf. Histoire du Conseil Constitutionnel).
La première étape vers la protection des libertés a donc été la soumission de l'État au droit. Ensuite, la nouveauté du concept de liberté fondamentale a été de rendre ces droits effectifs et revendicables. Par conséquent, il a fallu instaurer une procédure de protection des libertés contre l'ingérence des autres citoyens.

#### Sources des libertés fondamentales
Les libertés fondamentales sont originairement issues de l'application des principes généraux du droit visés par le juge administratif, puis de l'application des principes fondamentaux reconnus par les lois de la République (PFRLR).
Les principaux textes sont : Déclaration des droits de l'homme et du citoyen de 1789, le préambule de la Constitution de la IVe République, le préambule de la Constitution de la Ve République, la Convention européenne de sauvegarde des droits de l'homme et des libertés fondamentales (CESDH) et la Charte de l'environnement (incluse dans la Constitution depuis 2005).
On peut également préciser que la DDHC fait référence à des droits dits de première génération. Ce sont tant des droits individuels (liberté, propriété, sûreté, égalité des droits…) que des principes d'organisation constitutionnelle (souveraineté nationale, séparation des pouvoirs…) ; le préambule de 1946 fait lui référence à des droits dits de seconde génération, relatifs à l'homme dans la société (droits concernant la famille, la santé, le travail, les syndicats…) ; la Charte de l'environnement enfin fait référence à des droits de troisième génération.
En France, le Conseil constitutionnel liste les droits fondamentaux à travers une jurisprudence étoffée.

### Royaume-Uni
Le Royaume-Uni et surtout l'Angleterre sont précurseurs au niveau de l'affirmation des droits fondamentaux. En effet, il émerge très tôt une idée de nécessité de limiter le pouvoir du souverain et ce par et pour la protection des droits et libertés de l'individu. Cette limitation est faite par le renforcement du pouvoir du Parlement et donc avec une ébauche de modèle parlementaire. Montesquieu sera d'ailleurs très impressionné par ce système et ramènera en France les structures anglaises.
Plusieurs textes ont une importance évidente au niveau de l'affirmation des droits de l'homme et par conséquent des libertés fondamentales :
- la Magna Carta de 1215 : affirme différents droits et principes de règne ;
- l'Habeas corpus de 1679 : pose les bases des garanties individuelles, prises dans le sens de la sûreté ;
- le Bill of Rights de 1689 : souligne le caractère primordial de la supériorité des droits essentiels sur le pouvoir normatif du Roi ;
- l'Acte d'établissement de 1701 : réaffirme le devoir de respect des droits et libertés par la Couronne et le Parlement.

Pour conclure, on peut souligner une singularité anglaise qui est le pragmatisme de tous ces textes ayant trait aux droits fondamentaux. En effet, contrairement à ce que l'on pourra observer en France, les lois anglaises laissent une place extrêmement ténue aux notions abstraites.

### Suisse
En Suisse, les droits fondamentaux sont exprimés et garantis par les articles 7 à 36 de la Constitution fédérale. Il existe également des compléments dans les constitutions des cantons, les traités internationaux et la jurisprudence.
Toute restriction des droits fondamentaux doit remplir trois conditions : être fondée sur une base légale, justifiée par un intérêt public prépondérant et être proportionnée au but visé (article 36 de la Constitution),.

#### Organisations internationales
- Organisation des Nations unies
- Conseil de l'Europe
- Union africaine
- Organisation des États Américains

#### Europe
- Cour européenne des droits de l'homme
- Constitution allemande

#### États-Unis
- Constitution des États-Unis
- Amendements à la Constitution

#### France
- Conseil Constitutionnel
- Conseil d'État